# Special (Izgubljeni)
Special je četrnaesta epizoda prve sezone televizijske serije Izgubljeni. Režirao ju je Greg Yaitanes, a napisao David Fury. Prvi puta se emitirala 19. siječnja 2005. godine na televizijskoj mreži ABC. Glavni likovi radnje epizode su Michael Dawson (Harold Perrineau) i njegov sin Walt Lloyd (Malcolm David Kelley). 

## Radnja

### Prije otoka
Michael i njegova partnerica, odvjetnica Susan Lloyd (Tamara Taylor) imaju sina Walta. U dobi od nekoliko mjeseci Waltova života, Susan prihvaća posao u Amsterdamu i uzima svoje dijete sa sobom. Mjesecima kasnije Michael zove Susan i ona mu otkriva da je ušla u vezu sa svojim bivšim šefom Brianom Porterom (David Starzyk). Michael kaže da dolazi u Amsterdam, ali ne zbog Susan, već da sa sobom povede svoga sina. Nakon što spusti slušalicu, Michael izlijeće iz telefonske govornice ne gledajući oko sebe zbog bijesa i šoka te ga nasred ceste udara automobil. Dok se oporavlja u bolnici, Susan se pojavljuje i govori mu da će se udati za Bryana i da on želi posvojiti Walta kao svog legalnog sina. Michael odbija; Susan preispituje njegove motive i govori mu da je tvrdoglav te da ne želi na to pristati ne zbog svoje ljubavi prema sinu nego svojih vlastitih principa.
Osam godina kasnije, Brian, Susan i Walt žive u Sydneyju (Australija). U međuvremenu je Walt možda razvio paranormalne sposobnosti što je vidljivo u sceni kada otvara knjigu sa slikom ptice nakon čega vidimo tu istu pticu kako se zabija u obližnji prostor i ugiba. Nedugo potom Susan umire zbog problema s krvnim poremećajem. Brian dolazi u New York i o svemu obavijesti Michaela te mu kaže da je Susanina želja bila da Michael dobije skrbništvo nad Waltom. On nudi Michaelu povratnu kartu do Sydneyja, pozivajući ga da dođe i uzme Walta. Michaelu je drago što mu Brian samovoljno predaje Walta, ali i zbunjen nakon što mu Brian kaže da je dječak drugačiji te da se "u njegovoj blizini događaju stvari". Nakon toga Michael odlazi u Brianovu kuću u Sydneyju gdje dolazi po Walta i njegovog psa Vincenta.

### Na otoku
Dvadeset i šestog dana nakon zrakoplovne nesreće, 17. listopada 2004. godine, živčani Michael Dawson sukobljava se sa svojim sinom Waltom Lloydom kojeg je John Locke (Terry O'Quinn) učio kako ispravno baciti nož i koji je zatražio njegovu pomoć u skupljanju dijelova olupine aviona za izradu splavi. Sljedećeg dana, Walt govori svom ocu da odlazi po vodu i nestaje sa svojim psom Vincentom (Madison). Michael u početku optužuje Lockea da je on glavni krivac što mu je sin postao delikvent unatoč opetovanim upozorenjima, ali nakon što se uvjeri da Walt uopće nije s Lockeom obojica muškaraca kreću u džunglu u potrazi na dječakom. Michael riskira svoj vlastiti život kako bi spasio Walta od jednog od opasnih i neočekivanih predatora na otoku (polarnog medvjeda) pa se njih dvojica pomire. Nakon toga Michael daje Waltu drvenu kutiju u kojoj su sačuvana sva pisma koja mu je pisao, a koja Susan nikad nije dala svom sinu.
Charlie Pace (Dominic Monaghan) uzima dnevnik Claire Littleton (Emilie de Ravin) od Jamesa "Sawyera" Forda (Josh Holloway), a sve uz pomoć Kate Austen (Evangeline Lilly). Dok ga pregledava u nadi da će pročitati nešto o sebi on pročita njezin opis sna o "crnoj stijeni" što odgovara jednoj od lokacija na mapi koju je Sayid Jarrah (Naveen Andrews) ukrao od Danielle Rousseau (Mira Furlan). On to pokaže drugima u nadi da je to možda pokazatelj gdje se Claire sada nalazi. Međutim, tijekom potrage za psom Vincentom koji je nestao nedugo nakon što je Walta napao polarni medvjed, Locke i Boone Carlyle (Ian Somerhalder) šokirani su kada iznenada ugledaju Claire koja dolazi iz smjera džungle.

## Razvoj
U ovoj epizodi publika po prvi puta postaje svjesna da Walt možda ima paranormalne sposobnosti prvenstveno zbog dvije situacije sa životinjama - čitanjem knjiga o pticama Walt uzrokuje zalijetanje ptice u prozor te čitanjem stripa s polarnim medvjedima uzrokuje napad medvjeda na samoga sebe.
Polarni medvjed u epizodi uglavnom je snimljen uz pomoć digitalnih specijalnih efekata, a maska medvjeda je korištena za close-up scene.

## Kritike
Epizodu Special gledalo je 19.69 milijuna Amerikanaca. Dobila je uglavnom pozitivne kritike. Chris Carabott iz IGN-a napisao je da je "Michaelova pozadinska priča izrazito topao pogled na vezu, odnosno nedostatak iste, između njega i njegovog sina Walta." Također je nadodao: "Kako se Michael život urušava oko njega, gluma Harolda Perrineaua je ta koja isijava." Kirthana Ramisetti iz Entertainment Weeklyja proglasila je ovu epizodu najboljom nakon epizode Walkabout zbog razvoja Michaelovog lika. Dodala je: "Jedna od meni najomiljenijih scena cijele sezone je ona kada se Michael i Walt zbližavaju zbog pisama i crteža pingvina. Bilo je dirljivo gledati kako se između njih dvojice napokon otkriva taj odnos oca i sina nakon svega što su zajedno prošli."

## Vanjske poveznice
- "Special"  Arhivirana inačica izvorne stranice od 24. siječnja 2013. (Wayback Machine) na ABC-u